# 聯合鐵路
聯合鐵路公司（英語：Consolidated Rail Corporation），一般簡稱Conrail，是存在於1976年至1999年之間的美國一級鐵路公司，營運於美國東北部。Conrail一詞來自於公司名稱中的"consolidated"與"rail" 。
美國聯邦政府成立Conrail以承接許多家破產鐵路公司之可能獲利的路線，包括賓夕法尼亞中央運輸與伊利雷克旺那鐵路。由於法令與管理的改變，聯合鐵路公司在1980年代開始獲利，並在1987年轉手給私人投資者。1997年美國東部其餘兩家一級鐵路公司CSX運輸與諾福克南方鐵路同意瓜分聯合鐵路公司，結果使得美國東部的鐵路貨運又回到了1968年賓夕法尼亞鐵路與紐約中央鐵路合併成賓夕法尼亞中央鐵路之前的情形。在地表運輸委員會同意後，CSX運輸與諾福克南方鐵路在1998年8月接管聯合鐵路公司，1999年6月1日起各自開始營運其所分配到的聯合鐵路公司路線。
聯合鐵路公司仍然以兩家公司共有的子公司方式存續，相對應於CSX運輸與諾福克南方鐵路所擁有的聯合鐵路資產比例，CSX運輸擁有42%股權，諾福克南方鐵路擁有58%股權。不過兩家公司擁有同等的投票權。聯合鐵路所剩下的主要資產是在紐澤西州、費城、底特律三地的共同資產。在這三個地方，由CSX與諾福克南方鐵路服務貨運客戶，該兩家公司付費給聯合鐵路以維護路線，並由聯合鐵路進行車輛調度與終端車站服務。聯合鐵路也仍保留多種支援服務，例如路線保養以及訓練業務，還擁有印第安納港帶鐵路的51%股權。

## 外部連結
- Conrail （页面存档备份，存于）
- Conrail Historical Society （页面存档备份，存于）
- Decision FD-33388 (Surface Transportation Board final decision about the Conrail split)
- List and Family Trees of North American Railroads （页面存档备份，存于）
- The Special Court Reporter （页面存档备份，存于） available at Hagley Museum and Library constitutes a step-by-step account of the Special Court's proceedings and the playing out of the final stages of railroad reorganization in the Northeast.